# 托马斯·梅茨格
托马斯·梅茨格（德語：Thomas Metzger，1959年2月26日—），奥地利男子马术运动员。他曾代表奥地利参加1996年夏季奥林匹克运动会马术比赛，获得团体场地障碍赛第十一名。